# José María Lizarralde
José María Lizarralde Madina (Legazpia, Guipúzcoa, España, 5 de febrero de 1941 — 23 de octubre de 1993) es un exfutbolista español que se desempeñaba como centrocampista.

## Clubes
- INFORMACIÓN:.[2]

| Club                      | País          | Año           | Partidos | Goles |
| ------------------------- | ------------- | ------------- | -------- | ----- |
| S. D. Indauchu            | España        | 1963-1965     | 62       | 29    |
| Sevilla F. C.             | España        | 1965-1967     | 42       | 14    |
| Real Valladolid Deportivo | España        | 1967-1976     | 268      | 82    |
| Zamora C. F.              | España        | 1976-1977     | 2        | 0     |
| Total carrera             | Total carrera | Total carrera | 374      | 125   |

### Distinciones individuales
| Distinción                 | Goles |
| -------------------------- | ----- |
| Trofeo Pichichi en 1964-65 | 21    |